# Chiesa di San Giacomo di Labouheyre
La chiesa di San Giacomo di Labouheyre (in francese Église Saint-Jacques de Labouheyre) è un edificio di culto cattolico situato nel comune francese di Labouheyre, nel dipartimento delle Landes.

## Storia e descrizione
La chiesa, costruita in garluche, era originariamente in stile romanico. Venne ricostruita tra la fine del XV secolo e l'inizio del XVI, in stile gotico.
La torre campanaria faceva parte degli antichi bastioni del borgo, ora distrutti. La chiesa subì un ulteriore ampliamento con trasformazioni nel 1863: furono aggiunte due cappelle laterali di altezza pari a quella della navata, nella quale furono aperte nuove finestre e parimenti nel coro, fu aperta una nuova porta sul lato ovest del campanile, poste o rifatte volte di ogiva, rinforzate le pareti esterne con contrafforti.
Vi si trovano simboli di pellegrinaggio, come le conchiglie che ornano all'esterno la voltina del portale o una testa di pellegrino scolpita in pietra. Infatti la chiesa costituisce una meta intermedia sulla  Via Turonensis, uno dei percorsi per San Giacomo di Compostella in Francia.